# (118698) 2000 OY51
(118698) 2000 OY51 est un objet transneptunien en résonance 4:7 avec Neptune.

## Caractéristiques
2000 OY51 mesure environ 101 km de diamètre.

## Orbite
L'orbite de 2000 OY51 possède un demi-grand axe de 43,779 ua et une période orbitale d'environ 290 ans. Son périhélie l'amène à 33,468 ua du Soleil et son aphélie l'en éloigne de 54,089 ua. Il possède une résonance 4:7 avec Neptune.

## Découverte
2000 OY51 a été découvert le 28 juillet 2000.